# Ventura Ruiz Aguilera
Ventura Ruiz Aguilera (Salamanca, 2 de noviembre de 1820-Madrid, 1 de julio de 1881) fue un escritor español.

## Biografía
Nació en 1820 en Salamanca, donde se graduó en medicina. En 1844 se mudó a Madrid donde se desempeñó como periodista, colaborando en publicaciones liberales como El Tío Vivo, El Nuevo Espectador, La Reforma, La Tribuna del Pueblo, Semanario Pintoresco Español, La Europa… Fue además redactor político en semanarios como Los Hijos de Eva (Alicante, 1849) y diarios como La Prensa, El Sueco, La Nación y La Iberia y dirigió además El Museo Universal. Colaboró en la colección de estampas costumbristas. Las españolas pintadas por los españoles (1871-1872). 
Ganó gran popularidad con una colección de poemas titulada Ecos Nacionales (Alicante, 1849, 2.ª ed. 1854), colección de leyendas antiguas a las que trata de otorgar un sentido social, a la manera de Salvador Bermúdez de Castro, con fondo patriótico y religioso; siguieron después Sátiras (Alicante, 1849), donde aunque se declara seguidor de Juvenal sigue principalmente a Horacio y Boileau, donde domina el tema literario y que fueron compuestas en su destierro a Alicante; Harmonías (1863), Inspiraciones (1865), La Arcadia moderna (1867), Leyenda de Nochebuena (1867), Elegías (1873), en las que destaca insuperable el bloque de composiciones destinadas a la muerte de su única hija, Elisa; y Estaciones del año (1879), entre otras obras poéticas donde algunos han apercibido el influjo de Alphonse de Lamartine y su amor por la libertad y las virtudes evangélicas. Traducido a otras lenguas, Marcelino Menéndez Pelayo consideró que su lírica no había recibido toda la atención que realmente merecía: "Escribió mucho bueno y en muchos géneros, y es, a mi juicio, uno de los mejores y más completos poetas de su tiempo"; Con este juicio coincide José María de Cossío en sus Cincuenta años de poesía española, I, p. 193.
También inició una carrera teatral menos importante que la lírica, con piezas como Un don Juan de Calderón (comedia, 1844), Del agua mansa nos libre Dios (comedia, 1847), Camino de Portugal (1849, drama) y La limosna y el perdón (1850, comedia), escribiendo además en colaboración con Tomás Rodríguez Rubí No se venga quien bien ama (1847, comedia) y con Francisco Cea Bernardo de Saldaña (1848, drama histórico). 
Como narrador destacan sus novelas: El conspirador de a folio (1848), El beso de Judas (1860) y El Mundo al revés (1865), entre otras.
En Madrid también se desempeñó como director del Museo Arqueológico Nacional. Durante su cargo como director del Museo Arqueológico, organizó comisiones científicas para adquirir objetos con los que aumentar la colección. Fue también el que comenzó la edición el año 1872 de la revista Museo Español de Antigüedades, dirigida por Juan de Dios de la Rada y Delgado. Fue miembro de la Real Academia Sevillana de Buenas Letras y oficial del Ministerio de la Gobernación.
Falleció en Madrid el 1 de julio de 1881.

## Obras
Publicó, entre otras, las siguientes:
- El grito de la coincidencia, manuscrito[5]
- Del agua mansa nos libre Dios, 1847[6]
- Bernardo de Saldaña, 1848[7]
- Un conspirador de a folio, 1848[8]
- Europa marcha, 1849 (con Agustín Mendía)[9]
- Camino de Portugal, 1849[10]
- La limosna y el perdón, 1853[6]
- El beso de Judas, 1860[6]
- Obras poéticas. Elegías, 1862[11]
- Proverbios ejemplares, 1864[12]
- Armonías y cantares, 1865[13]
- El mundo al revés, 1865, 2 vol,s.[14]
- Inspiraciones: poesías selectas, 1865[15]
- La arcadia moderna, 1867[16]
- Cuentos del día, 1868[17]
- Balada de Cataluña, 1868[18]
- El libro de la patria, 1869[19]
- La leyenda de Noche-Buena, 1872[20]
- Las estaciones del año, 1879[21]
- ¡Ay madre! = ¡Ah, madre!, poesía en partitura, 1880[22]